# Shuggie Otis
Shuggie Otis (* 30. listopadu 1953) je americký zpěvák a kytarista, syn hudebníka Johnnyho Otise. Na kytaru začal hrát ve svých dvou letech a ve svých dvanácti letech začal vystupovat s kapelou svého otce. Své první album, které produkoval jeho otec, nazvané Here Comes Shuggie Otis vydal v roce 1970 (vydavatelství Epic Records). Vedle kytary hrál na různé další nástroje. V roce 1969 hrál například na baskytaru v písni „Peaches en Regalia“ z alba Hot Rats hudebníka Franka Zappy. Během své kariéry spolupracoval i s dalšími hudebníky, mezi něž patří například Preston Love a Al Kooper. Jeho první manželkou byla Miss Mercy (Mercy Fontenot) ze skupiny groupies nazvané The GTOs.